# Anders Lagercrona
Anders Lagercrona, född 1654, död 7 januari 1739 i Stockholm, var en svensk friherre och militär.

## Biografi
Anders Lagercrona var son till häradshövdingen Johannes Lagercrona och Margareta Utterklo. Han blev fänrik vid Västerbottens regemente 1675, löjtnant 10 augusti 1675, kaptenslöjtnant 1676, regementskvartermästaren 23 augusti 1678, hovjunkare 1679, major 1694 och slutligen överstelöjtnant 1696 vid nämnda regemente. Lagercrona blev 27 september 1700 generaladjutant och deltog 1702 i slaget vid Klissow. Han utnämndes 14 oktober samma år till överste för Västerbottens regemente, med vilket han deltog i belägringen av Thorn 1703. Den 24 februari 1704 utnämndes han till generalmajor för infanteriet, och 3 juli 1705 förlänades han friherrevärdighet (introducerades 1719 under nummer 113).
Efter ett misslyckat försök att erövra staden Starodub började hans stjärna dala, och i Bender förlorade han kungens anseende. Han åtalades sedan för att ha försnillat pengar ur Västerbottens regementes kassa.
Lagercrona var från 1710 ägare av Laxå Bruk.
Lagercrona ägde gårdarna Dåvö i Munktorps socken och Kallerstads säteri i Sankt Lars socken.

### Familj
Lagercrona var gift med Margareta Gyllenadler (1655–1699). Hon var dotter till biskopen Samuel Enander i Linköpings stift och Brita Nilsdotter. Margareta Gyllenadler var änka efter assessorn Gustaf Adolf Du Rietz. Lagercrona och Gyllenadler fick tillsammans barnen sergeanten Johan Fredrik Lagercrona (död 1747) vid livgardet, Margareta Brita Lagercrona (1686–1740) som var gift med generalmajoren Otto Reinhold Wrangel af Sauss, Maria Catharina Lagercrona (död 1763) som var gift med överceremonimästaren Gustaf Cronström, Anders Adolf Lagercrona (död 1760) och Christina Lagercrona som var gift med generalmajoren Anders Giedeon Gyldenklou.